# Supafest
Supafest é a terceira turnê da cantora Kelly Rowland que contou com a participação de Akon, Eve Jeffers, Pitbull, Jay Sean, Sean Paul, DJ Nino Brown, Chris Sorbello. A turnê deve adesão da Austrália e iria passar pelo Oriente Médio, mas a data foi cancelada.

## Antecedentes
Em dezembro de 2009, a turnê foi anunciada como "Ladies and Gentleman Tour", programada para fevereiro de 2010, com Ne-Yo, Pitbull, Kelly Rowland e Chris Sorbello, mas foi então renomeada para "Jamfest" em Fevereiro de 2010 e adiada para abril de 2010. Devido a um conflito legal, os promotores mudaram o nome novamente para "Supafest 2010".
Supafest Austrália começou em Adelaide, em 13 abril de 2010, e terminou em Perth, em 18 de abril de 2010. A ordem dos atos nos shows eram foram sempre as mesmas: Akon, Kelly Rowland, Jay Sean, Sean Paul, Pitbull e Eve. Cada cidade teve bandas de abertura em separado.
Os ingressos para o show de Sydney em 15 de abril foram rapidamente vendidos. Um segundo show em Sydney no dia 16 de abril tinha sido programado, devido às exigências do bilhete. Os organizadores da turnê decidiram expandir um show da Supafest para fora da Austrália: Em 24 de abril o festival estava previsto para ocorrer em Colombo, Sri Lanka, mas foi posteriormente cancelado. O motivo do cancelamento doi o fato de  Akon não conseguir um visto para os Sri Lanka.

## A Turnê
Os primeiros artistas a serem anunciados para o festival SUPAFEST inaugural apresenta alguns dos artistas mais populares do mundo hoje - AKON, Kelly Rowland, Pitbull e apoio do DJ Nino Brown e Chris Sorbello. SUPAFEST promete mais de 5 horas non-stop de sucessos e música ao vivo. Os shows eram seguidos e cada um cantava seus hits, embora Kelly tivesse um pequeno destaque durante a turnê.
Akon mostrado para os fãs na Austrália há apenas 6 meses - ele tem uma resposta tão grande, e gostou tanto que ele está voltando! fãs australianos também será o primeiro no mundo a ver a marca de Akon no novo show de 90 minutos do espectáculo com todos os hits que conhecemos e amamos, incluindo 'Sexy Bitch "," Lonely "," Don't Matter "
Kelly Rowland é uma cantora talentosa / compositora / apresentadora de televisão e atriz que tem alcançado milhões de vendas de álbuns, discos smash e elogios ao longo de sua carreira impressionante. Kelly está prestes a lançar seu terceiro álbum solo e é certo para entregar um espetáculo para seus fãs australianos, incluindo o single "When Love Takes Over '(com David Guetta).
Austrália simplesmente não consigue ter o suficiente de Pitbull! Ele ainda está desfrutando de sucesso com "Hotel Room Service" e "I Know You Want Me (Calle Ocho)". Seu terceiro single, "Shut It Down" com Akon, já está subindo nas paradas urbanas e com certeza será seu quebra terceiros vítimas neste país.
Número um da Austrália Hip Hop DJ, Nino Brown, é considerado, respeitado e como um verdadeiro mestre da plataforma giratória. Com vários elogios firmemente plantados sob sua correia, essa estrela do hip-hop continua a provar que ele ganhou seu lugar no ranking dos melhores DJs da Austrália
Este festival também introduziu artista pop australiano electro, Chris Sorbello, um artista que você estará ouvindo mais a partir deste ano. Seu primeiro single "So Lonely", produzido pelo produtor local quente, Sam Lamore, foi lançado em 9 de abril de 2010.

## Controvérsias
- Durante a realização da turnê, a cantora Kelly Rowland reclamou do tratamento dos repórteres para com ela e os demais integrantes da turnê.
- Apenas 1 show foi cancelado na turnê, o em Sri Lanka.
- Sozinha, Kelly Rowland levou a turnê para o Brasil no ano seguinte, em duas íntimas apresentações.

## Tour dates
| Austrália                      |               |                             |
| 13 de Abril de 2010            | Adelaide      | Wayville Showgrounds        |
| 14 de Abril de 2010            | Melbourne     | Royal Melbourne Showgrounds |
| 15 de Abril de 2010            | Sydney        | Acer Arena                  |
| 16 de Abril de 2010            | Sydney        | Acer Arena                  |
| 17 de Abril de 2010            | Brisbane      | RNA Showgrounds             |
| 18 de Abril de 2010            | Perth         | Perth Oval\|ME Bank Stadium |
| Brasil (Somente Kelly Rowland) |               |                             |
| 5 de Março de 2011             | São Paulo     | Flexx Club                  |
| 6 de Março de 2011             | Florianópolis | Clube LIC                   |

## Jay Sean Set list
1. "Do You Remember"
2. "Down"
3. "War"
4. "Crank It Up" (Ashley Tisdale Cover)

## Sean Paul Set list
1. "Get Bus"
2. "Tempature"
3. "So Fine"
4. "Break It Off"

## Pitbull Set list
1. "Hotel Room Service"
2. "Krazy"
3. "I Know You Want Me (Calle Ocho)"
4. "Midnight" (Derek Brough Song)

## Kelly Rowland Set list
1. "Intro"
2. "Work  (Freemasons Mix)
3. "Like This"  (com Eve)
4. "Dilemma"  (contém trechos de "Love, Need and Want You")
5. Destiny's Child Medley:
  1. "Bug a Boo"
  2. "Bills, Bills, Bills"
  3. "Jumpin', Jumpin'"
  4. "Say My Name"
  5. "Bootylicious"
  6. "Independent Women Part I"
  7. "Survivor"
6. "Commander"
7. "When Love Takes Over"  (contém trechos de "Clocks")
8. "Encerramento"

## Akon Set list
1. "Intro Video"
2. "We Takin' Over"
3. "Oh Africa"
4. "Sexy Bitch"

## Referencias
- http://videohits.com.au/gigs-supafest.htm
- https://web.archive.org/web/20131127023659/http://www.mtv.com.au/events/2e3c67da-supafest-2010-has-arrived/
- http://www.take40.com/news/18458/akon,-kelly-rowland-to-tour-australia-for-supafest-2010!